# إهويهو
إهويهو (بالإنجليزية: Ihoiho)‏ إله الخلق في ديانة أهل بولينيزيا (مجموعة جزر المحيط الهادي منها هاوای، ولاین، وساموا .. إلخ) وقبل إهويهو لم يكن ثمة شيء. فخلق المياه الأولى التي طفا على سطحها تینو تاتا Tino Tata خالق البشر.